# Ude-Ishigi-Juji-Gatame

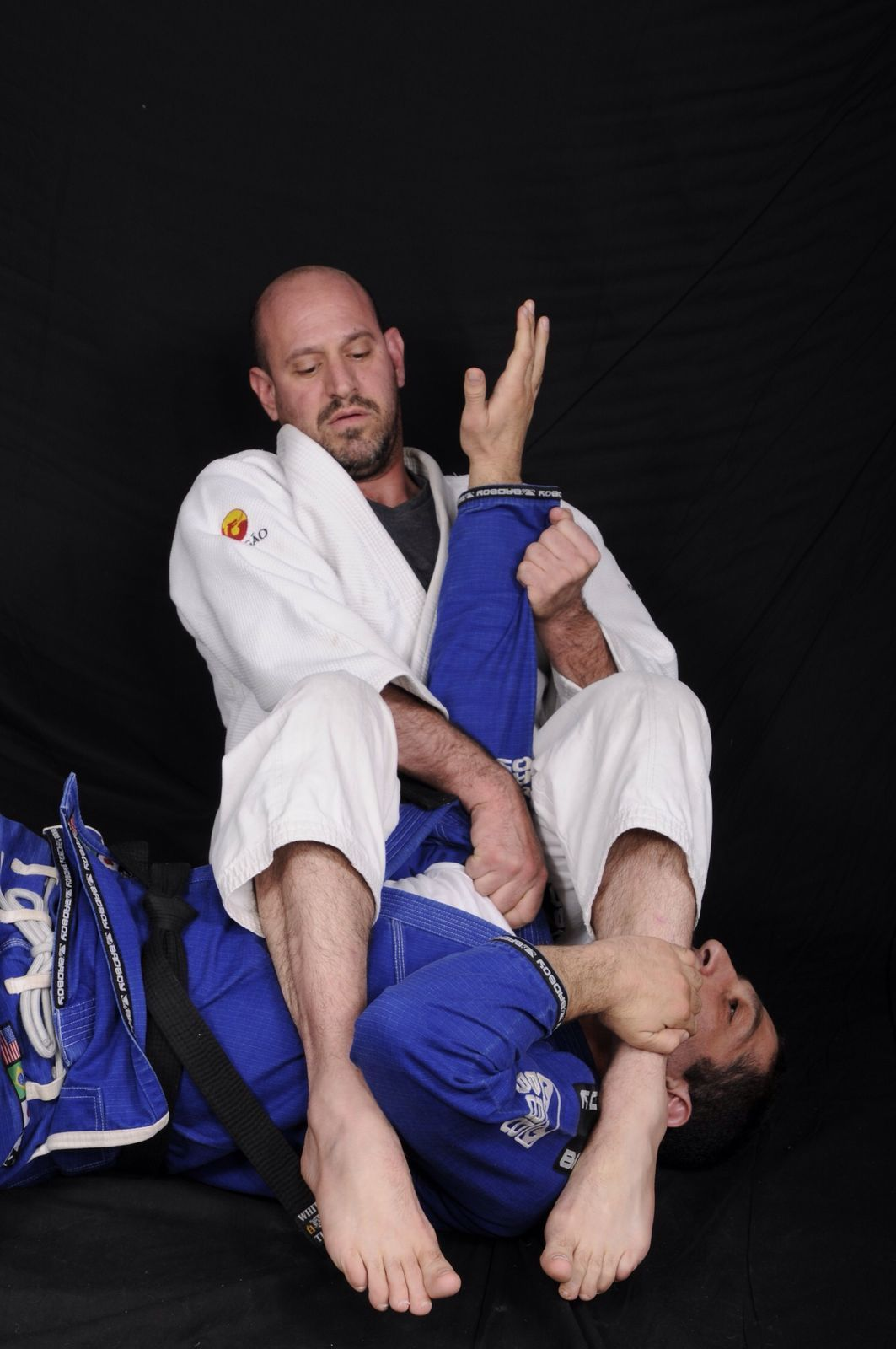
Juji gatame au sol

Ude Hishigi Juji Gatame (luxation sur le bras tendu en croix) est une clé de coude de ju-jitsu et de Judo. Elle consiste à ce que Tori (l'attaquant) place une jambe au niveau de la gorge de Uke (le défenseur) et l'autre jambe sur l'abdomen de Uke, puis il va saisir le bras de Uke. Pour effectuer la clé de bras, Tori va lever son bassin et au même temps tirer le bras de Uke vers le bas, et la clé de coude sera provoquée.